# 欧洲酸樱桃
欧洲酸樱桃又名酸櫻桃、酸车厘子，是蔷薇科李属的植物。分布在欧洲、西亚以及中国大陆的新疆等地。可用来酿酒。

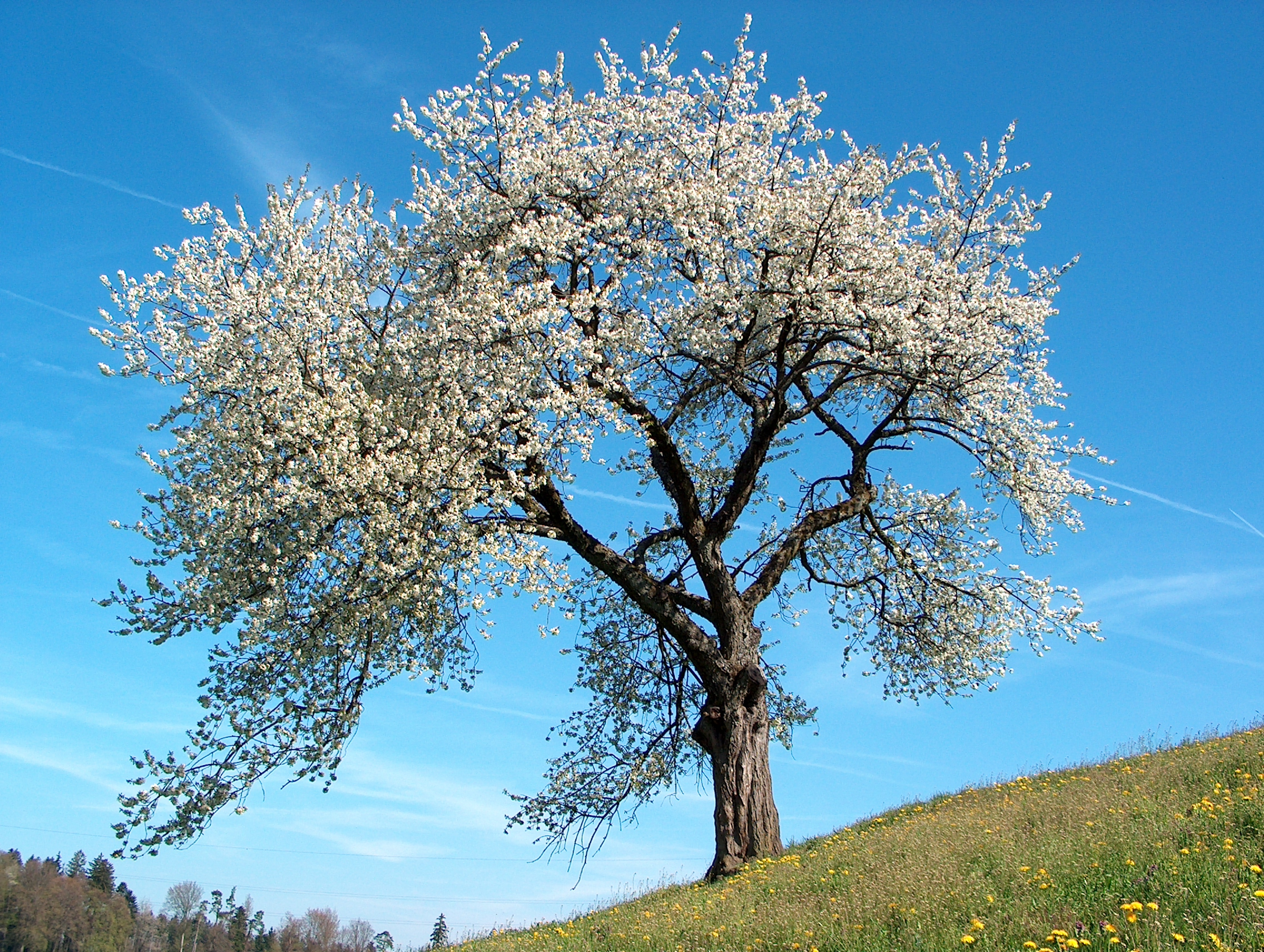
植株
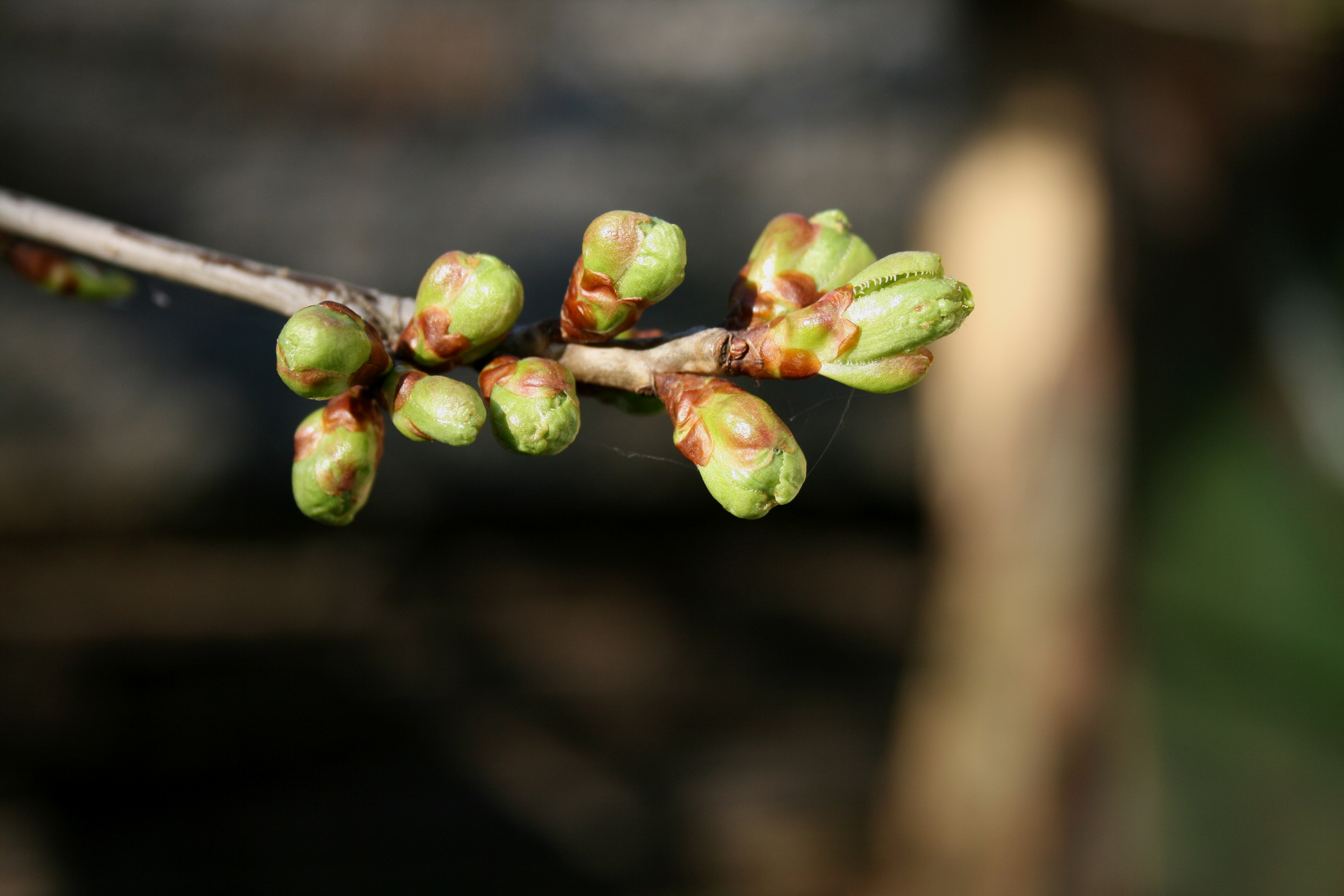
嫩芽
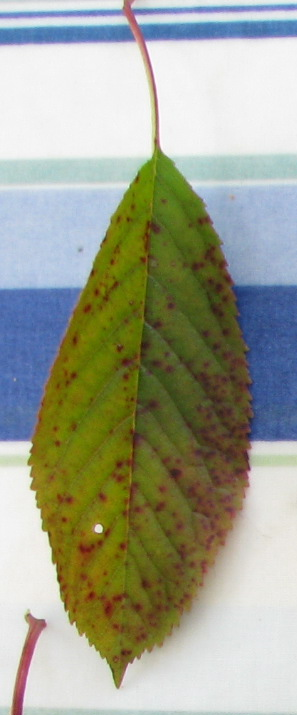
葉(病)
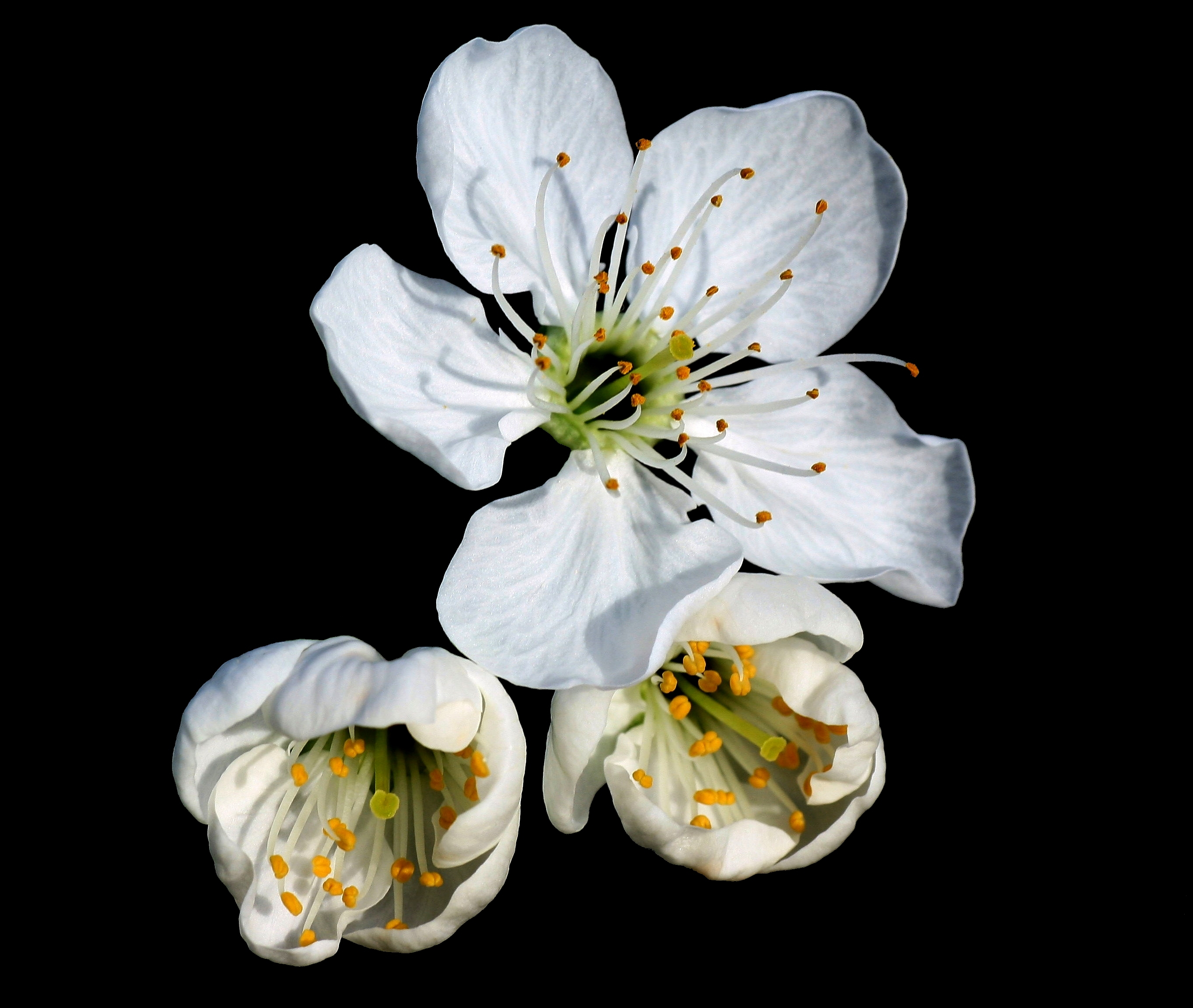
花
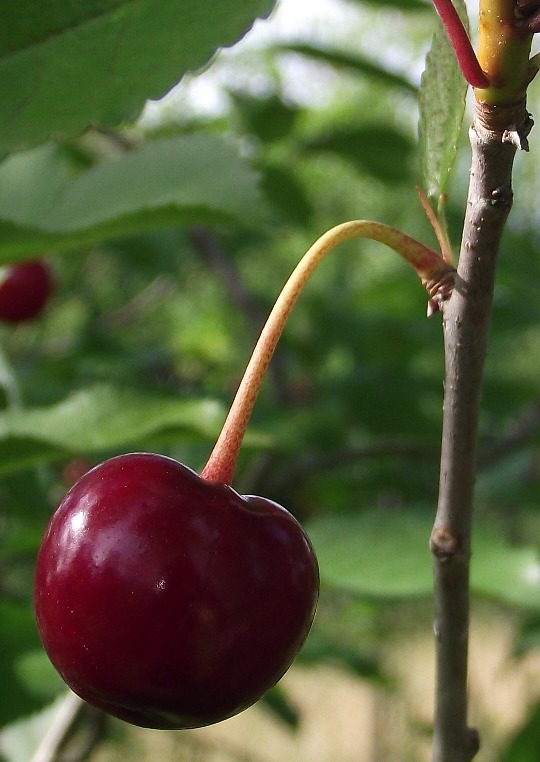
果實